# Breathe (låt av Blu Cantrell)
"Breathe" är en R&B-låt framförd av den amerikanska sångerskan Blu Cantrell, komponerad av Mel-Man, Andrea Martin, Mark Pitts och Ivan Matias för Blu Cantrells andra studioalbum Bittersweet (2003).
"Breathe" är en rytmisk reggae-inspirerad låt med en kraftig basgång och flera stråkinstrument. Låten använder en lätt ändrad sampling av Dr. Dres "What's the Difference" från 1999 som i sin tur återanvänder Charles Aznavours "Parce Que Tu Crois" från 1966. I låten sjunger framföraren om att ta en paus ifrån en turbulent kärleksrelation för att kunna andas. "Breathe" gavs ut som den ledande singeln från Cantrells album. Spåret släpptes först som en 12" vinyl i september år 2002 men återutsändes i februari år 2003 med ny-inspelade rapverser av Sean Paul. Månaden innan hade solo- och rapversionen skickats till radiostationer. "Breathe" fick dessvärre aldrig någon större uppmärksamhet förrän i maj när Pauls "Get Busy" toppade USA:s singellistor. Detta fick singeln att stiga på flera av Billboards listor. Som högst klättrade låten till en 70:e plats på Billboard Hot 100.
"Breathe" presterade avsevärt bättre på majoriteten av alla listor singeln gick in på internationellt, där den blir Blu Cantrells framgångsrikaste musiksingel till dato[när?]. Låten blev en topp-tio hit i nio länder och tog hem förstaplatser i Storbritannien, Irland, Rumänien och på Europas gemensamma European Hot 100.

## Format och innehållsförteckningar
| - Brittisk CD-singel (1) / Europeisk CD-singel 1. "Breathe" (Rap Version featuring Sean Paul) – 3:48 2. "Breathe" (Radio Mix) – 3:25 3. "Breathe" (Ed Funk & D Rok Remix) – 5:31 - Brittisk CD-singel (II) / Europeisk CD/Maxi-singel 1. "Breathe" (Rap Version - Radio Mix featuring Sean Paul) – 3:49 2. "Breathe" (No Rap Version - Radio Mix) – 3:21 3. "Breathe" (Andy & The Lamboy Radio Edit) – 3:46 4. "Breathe" (Instrumental) – 3:45 | - Fransk CD-singel 1. "Breathe" (Rap Version - Radio Mix featuring Sean Paul) – 3:51 2. "Breathe" (No Rap Version - Radio Mix) – 3:21 - Amerikansk CD-singel 1. "Breathe" (Rap Version featuring Sean Paul) – 3:48 2. "Breathe" (Instrumental) – 3:45 3. "Breathe" (Rap Version Acappella featuring Sean Paul) – 3:48 4. "Breathe" (Rap Version featuring E-40) – 3:45 5. "Breathe" (Instrumental) – 3:40 6. "Breathe" (Rap Version Acappella) – 3:43 |

## Listor
| Listor (2002)                                            | Topp position |
| -------------------------------------------------------- | ------------- |
| Amerikanska Billboard Hot Dance Club Play                | 17            |
| Lista (2003)                                             | Topp position |
| Australiens ARIA Charts                                  | 8             |
| Österrikes Ö3 Austria Top 40                             | 11            |
| Belgiens Ultratop 50 (Flanders)                          | 22            |
| Belgiens Ultratop 40 (Wallonia)                          | 15            |
| Danska Tracklisten                                       | 7             |
| Hollands Dutch Top 40                                    | 4             |
| Europas European Hot 100 Singles                         | 1             |
| Frankrikes Syndicat National de l'Édition Phonographique | 13            |
| Tysklands Media Control Charts                           | 7             |
| Ungerns Mahasz                                           | 8             |
| Irlands Irish Singles Chart                              | 1             |
| Italiens Federation of the Italian Music Industry        | 28            |
| Norges VG-lista                                          | 6             |
| Sveriges Sverigetopplistan                               | 14            |
| Schweiz' Swiss Music Charts                              | 5             |
| Storbritanniens UK Singles Chart                         | 1             |
| Amerikanska Billboard Hot 100                            | 70            |
| Amerikanska Billboard Hot R&B/Hip-Hop Songs              | 83            |
| Lista (2004)                                             | Top position  |
| Rumäniens Romanian Top 100                               | 1             |

| Land/Lista               | Position |
| ------------------------ | -------- |
| Österrike                | 65       |
| Danmark                  | 26       |
| European Hot 100 Singles | 20       |
| Frankrike                | 59       |
| Irland                   | 15       |
| Nederländerna            | 52       |
| Norge                    | 18       |
| Sverige                  | 35       |
| Schweiz                  | 15       |
| Storbritannien           | 6        |